# Templo de los Carmelitas Descalzos (Nules)

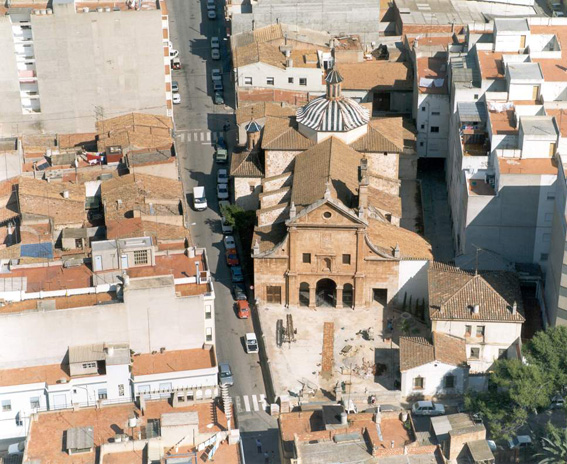
Templo y plazoleta de los Carmelitas Descalzos

La iglesia de la Sagrada Familia, también llamada templo de los Carmelitas Descalzos del municipio de Nules (Provincia de Castellón, España) así como la plazoleta frente al mismo, fueron construidos entre los siglos XVII y XVIII en estilo neoclasicista formando parte del conjunto del convento de dicha orden.
El convento se construyó según las trazas de fray José de la Concepción. Las obras se iniciaron en 1675 alargándose hasta 1710, año en que se realizó la fachada de la iglesia. En 1835 el convento fue saqueado y abandonado. En 1943 la iglesia es restaurada. Unos años más tarde en 1976 es destruido el convento, conservándose únicamente la iglesia.

## Descripción
La iglesia es un templo de planta de cruz latina, con una nave con capillas entre contrafuertes comunicados entre sí. Tiene un amplio crucero que destaca en planta, en cuya intersección con la nave central se levanta una cúpula. La separación de la nave con las capillas laterales se realiza mediante pilastras y arcos de medio punto. La nave está dividida en cinco tramos. A los pies de la iglesia se sitúa el coro alto. La cubierta interior es con bóveda de cañón con lunetos en la nave, y bóvedas vaídas en las capillas laterales. La cabecera es plana y está muy transformada. En el lado del Evangelio (el de la izquierda) se encuentra la capilla del Sagrario, antes llamada de San José. Su acceso es por un arco en esviaje; y esta cubierta con una cúpula elíptica, y es la más destacable de todas. 
El interior tiene poca decoración, ya que en la restauración de los años 40 la decoración barroca fue sustituida por otra clasicista más acorde con la fachada, dejando más visibles las líneas estructurales. Un zócalo cerámico del siglo XVIII recorre la nave, el coro y las capillas laterales. 
A nivel artístico, destacan la capilla barroca de Santa Teresa, con la talla original del escultor Esteve Bonet, la capilla y retablo de San José, también de época original del Convento, o la imagen del Nazareno, del escultor nulense Enrique Giner.
La fachada es lo más importante del conjunto, además de conservarse la original. Se compone de un rectángulo enmarcado por dos pilastras, dividido en dos zonas horizontales; en la inferior un pórtico tripartito, y en la superior una hornacina, escudo de la orden y ventanas rectangulares. Remata la fachada con un frontón rectangular con un óculo circular en el centro. 
Frente a la fachada hay una plazoleta con un muro que la cierra, en la que el Ayuntamiento en 1989 colocó el brocal del pozo del convento.